# Station Nowe Kutnowskie
Station Nowe Kutnowskie is een spoorwegstation in de Poolse plaats Nowe.